# Rourea calophylla
Rourea calophylla là một loài thực vật có hoa trong họ Connaraceae. Loài này được Gustav August Ludwig David Schellenberg công bố hợp lệ đầu tiên năm 1910 trong Mitteilungen aus dem Botanischen Museum der Universitat Zürich, dưới danh pháp Paxia calophylla theo mô tả trước đó của Ernest Friedrich Gilg và năm 1919 bổ sung thêm mô tả khoa học. Năm 1989 Carel Christiaan Hugo Jongkind chuyển nó sang chi Rourea.

## Phân bố
Loài này có tại Angola (tỉnh Cabinda), Cameroon, Gabon, và miền đông Nigeria. Môi trường sống là rừng mưa vùng đất thấp.

## Mô tả
Dây leo thân gỗ hay cây bụi. Cuống lá tới 11 cm; trục lá tới 12 cm; cuống lá chét 2–6 mm; lá chét 3-7, hình trứng tới hình elip, thường với 3-5 gân bên dài hình cung, nhẵn nhụi, dai bóng như da mỏng, nhọn hoắt ở đỉnh; lá chét tận cùng 8-22 × 3-10,5 cm; các lá chét bên gần như đối xứng, 5-9 × 3–10 cm. Cụm hoa là cành hoa mọc thành chùm ở nách lá, dài tới 20 cm, với nhiều lông tuyến nổi bật màu ánh đỏ. Chồi hoa hình cầu. Cuống hoa trên khớp 1–3 mm, Lá đài 3-4 × 1–2 mm, mặt ngoài có lông tuyến che phủ, mặt trong với lông thông thường. Cánh hoa 7-10 × 2-2,5 mm, có lưỡi bẹ, cuốn trong chồi, rời. Nhị dài 1,8-5,5 mm, nhị ngắn 1-3,5 mm; chỉ nhị cong vào trong. Nhụy dài 1,2-4,5 mm; vòi nhụy nhẵn nhụi hoặc với một số lông; bầu nhụy rậm lông. Quả đại 1-2 mỗi hoa, hiếm khi nhiều hơn, khoảng 30 × 15 mm, có mỏ, có nhiều lông tuyến màu ánh đỏ che phủ, mở theo đường ráp mặt bụng. Lá đài 5-7 × 3-4,5 mm ở quả, dai bóng như da. Áo hạt trong khoảng 1/3 là mọng thịt; phần mỏng của vỏ hạt có lẽ có màu đỏ rất sẫm và bóng. Rễ mầm ở mặt bụng.